# Concistori di papa Leone XIII

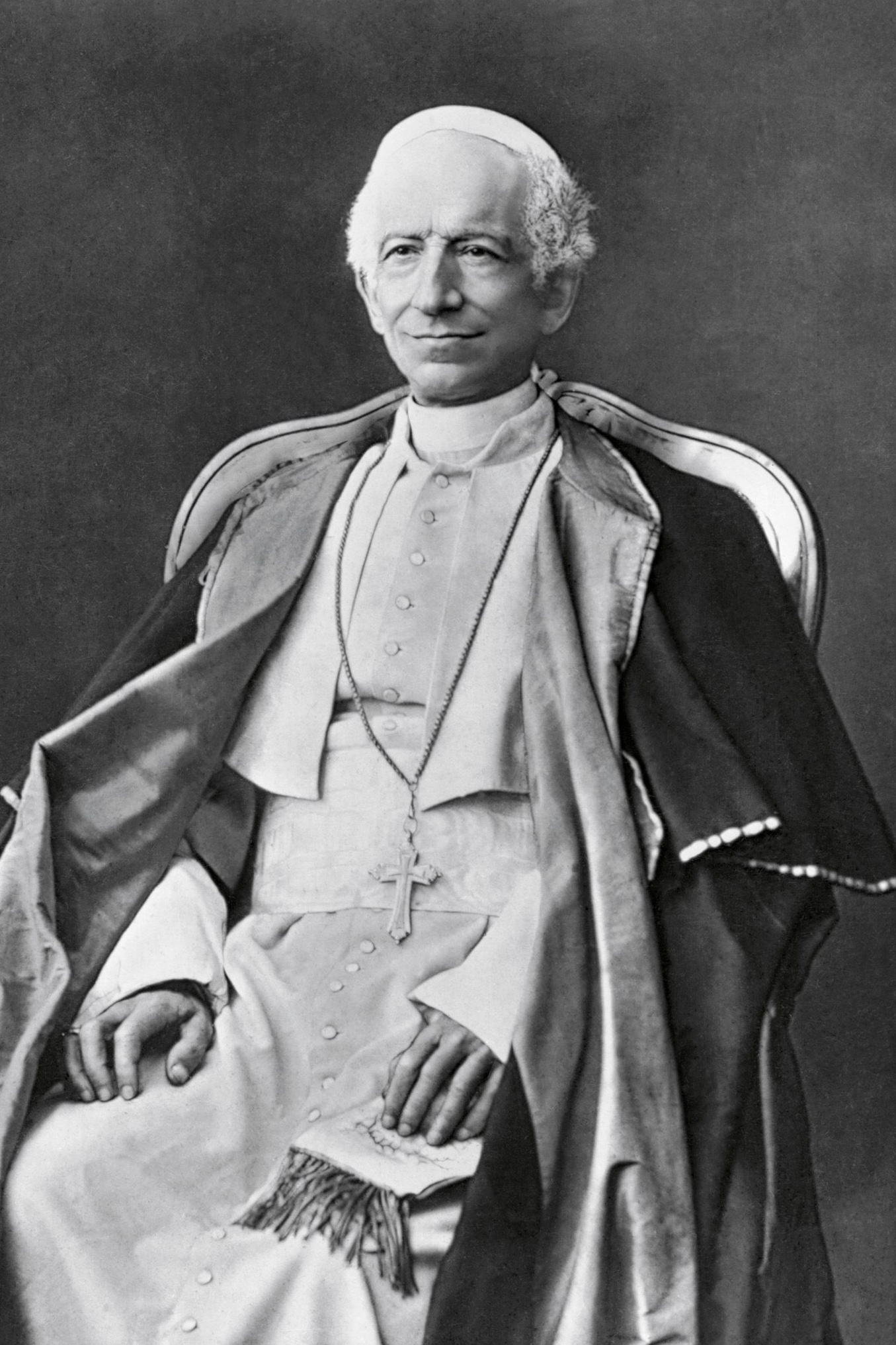
Papa Leone XIII

Questa voce raccoglie l'elenco completo dei concistori per la creazione di nuovi cardinali presieduti da papa Leone XIII, con l'indicazione di tutti i cardinali creati (147 cardinali in 27 concistori). Tra i porporati figura il suo immediato successore al soglio pontificio: Pio X. I nomi sono posti in ordine di creazione.

## 12 maggio 1879
- Friedrich Egon von Fürstenberg, arcivescovo di Olomouc; creato cardinale presbitero di San Crisogono (titolo ricevuto il 27 febbraio 1880); deceduto il 20 agosto 1892;
- Florian-Jules-Félix Desprez, arcivescovo di Tolosa; creato cardinale presbitero dei Santi Marcellino e Pietro; deceduto il 21 gennaio 1895;
- Lajos Haynald, arcivescovo di Kalocsa; creato cardinale presbitero di Santa Maria degli Angeli; deceduto il 4 luglio 1891;
- Louis-Edouard-François-Desiré Pie, vescovo di Poitiers; creato cardinale presbitero di Santa Maria della Vittoria; deceduto il 18 maggio 1880;
- Américo Ferreira dos Santos Silva, vescovo di Porto; creato cardinale presbitero dei Santi Quattro Coronati (titolo ricevuto il 27 febbraio 1880); deceduto il 21 gennaio 1899;
- Gaetano Alimonda, vescovo di Albenga; creato cardinale presbitero di Santa Maria in Traspontina; deceduto il 30 maggio 1891;
- Giuseppe Pecci, S.I., fratello di Sua Santità; creato cardinale diacono di Sant'Agata dei Goti; deceduto l'8 febbraio 1890;
- s. John Henry Newman, C.O., presbitero, teologo e filosofo; creato cardinale diacono di San Giorgio in Velabro; deceduto l'11 agosto 1890; beatificato il 19 settembre 2010;  canonizzato il 13 ottobre 2019;
- Joseph Hergenröther, pro-prefetto dell'Archivio Segreto Vaticano; creato cardinale diacono di San Nicola in Carcere; deceduto il 3 ottobre 1890;
- Tommaso Maria Zigliara, O.P., presbitero e teologo; creato cardinale diacono dei Santi Cosma e Damiano; deceduto il 10 maggio 1893.

## 19 settembre 1879
- Pier Francesco Meglia, arcivescovo titolare di Damasco, nunzio apostolico in Francia; creato cardinale presbitero dei Santi Silvestro e Martino ai Monti (titolo ricevuto il 27 febbraio 1880); deceduto il 31 marzo 1883;
- Giacomo Cattani, arcivescovo titolare di Ancira, nunzio apostolico in Spagna; creato cardinale presbitero di Santa Balbina (titolo ricevuto il 27 febbraio 1880); deceduto il 14 febbraio 1887;
- Ludovico Jacobini, arcivescovo titolare di Tessalonica, nunzio apostolico in Austria; creato cardinale presbitero di Santa Maria della Vittoria (titolo ricevuto il 16 dicembre 1880); deceduto il 27 febbraio 1887;
- Domenico Sanguigni, arcivescovo titolare di Tarso, nunzio apostolico in Portogallo; creato cardinale presbitero di Santa Pudenziana (titolo ricevuto il 27 febbraio 1880); deceduto il 20 novembre 1882.

## 13 dicembre 1880
- Antoine-Pierre IX Hassun, patriarca di Cilicia degli Armeni; creato cardinale presbitero dei Santi Vitale, Valeria, Gervasio e Protasio; deceduto il 28 febbraio 1884.

Tre cardinali riservati in pectore:
- Carlo Laurenzi, vescovo titolare di Amatunte in Palestina, vescovo ausiliare di Perugia;cardinale presbitero di Sant'Anastasia (pubblicato il 10 novembre 1884) deceduto il 2 novembre 1893;
- Francesco Ricci Paracciani, prefetto del Palazzo Apostolico; creato cardinale diacono di Santa Maria in Portico Campitelli (pubblicato il 27 marzo 1882) deceduto il 9 marzo 1894.
- Pietro Lasagni, segretario della S.C. Concistoriale; creato cardinale diacono di Santa Maria della Scala (pubblicato il 27 marzo 1882) e deceduto il 19 aprile 1885.

## 27 marzo 1882
- Domenico Agostini, patriarca di Venezia; creato cardinale presbitero di Sant'Eusebio e deceduto il 31 dicembre 1891;
- Charles-Martial-Allemand Lavigerie, arcivescovo di Algeri; creato cardinale presbitero di Sant'Agnese fuori le mura; deceduto il 25 novembre 1892;
- Joaquín Lluch y Garriga, O.C.D., arcivescovo di Siviglia; fu creato cardinale presbitero, ma morì il 23 settembre 1882 prima di potersi recare a Roma per ricevere il titolo;
- Edward MacCabe, arcivescovo di Dublino; creato cardinale presbitero di Santa Sabina; deceduto l'11 febbraio 1885.
- Angelo Maria Jacobini, assessore del Sant'Uffizio; creato cardinale diacono di Sant' Eustachio e deceduto il 3 marzo 1886.

## 25 settembre 1882
- Angelo Bianchi, arcivescovo titolare di Mira, nunzio apostolico in Spagna; creato cardinale presbitero di Santa Prassede; deceduto il 22 gennaio 1897;
- Włodzimierz Czacki, arcivescovo titolare di Salamina, nunzio apostolico in Francia; creato cardinale presbitero di Santa Pudenziana; deceduto l'8 marzo 1888.

## 24 marzo 1884
- José Sebastião d'Almeida Neto, O.F.M.Disc., patriarca di Lisbona; cardinale presbitero dei Santi XII Apostoli (titolo ricevuto il 10 giugno 1886); deceduto il 7 dicembre 1920;
- Guglielmo Sanfelice d'Acquavella, O.S.B.Cas., arcivescovo di Napoli; creato cardinale presbitero di San Clemente; deceduto il 3 gennaio 1897.

## 10 novembre 1884
- Michelangelo (Pietro Geremia) Celesia, O.S.B.Cas.; arcivescovo di Palermo; creato cardinale presbitero di Santa Prisca; deceduto il 14 aprile 1904;
- Antolín Monescillo y Viso, arcivescovo di Valencia; creato cardinale presbitero di Sant'Agostino (titolo ricevuto il 10 giugno 1886); deceduto l'11 agosto 1897;
- Guglielmo Massaia, O.F.M.Cap., Arcivescovo titolare di Stauropoli, Vicario apostolico emerito di Galla (Etiopia); creato cardinale presbitero dei Santi Vitale, Valeria, Gervasio e Protasio; deceduto il 6 agosto 1889;
- Cölestin Josef Ganglbauer, O.S.B., arcivescovo di Vienna; creato cardinale presbitero di Sant'Eusebio (titolo ricevuto il 10 giugno 1886); deceduto il 14 dicembre 1889;
- Zeferino González y Díaz Tuñón, O.P., arcivescovo di Siviglia; cardinale presbitero di Santa Maria sopra Minerva (titolo ricevuto il 17 marzo 1887); deceduto il 29 novembre 1894;
- Carmine Gori-Merosi, segretario della S.C. Concistoriale e del Sacro Collegio; creato cardinale diacono di Santa Maria ad Martyres; deceduto il 15 settembre 1886;
- Ignazio Masotti, segretario della S.C. dei Vescovi e dei Regolari; creato cardinale diacono di San Cesareo in Palatio; deceduto il 31 ottobre 1888;
- Isidoro Verga, segretario della S.C. del Concilio; creato cardinale diacono di Sant'Angelo in Pescheria; deceduto il 10 agosto 1899.

## 27 luglio 1885
- Paul Ludolf Melchers, S.I., arcivescovo emerito di Colonia; creato cardinale presbitero di Santo Stefano al Monte Celio; deceduto il 14 dicembre 1895;
- Alfonso Capecelatro di Castelpagano, C.O., arcivescovo di Capua; creato cardinale presbitero dei Santi Nereo e Achilleo; deceduto l'11 novembre 1912;
- Francesco Battaglini, arcivescovo di Bologna; creato cardinale presbitero di San Bernardo alle Terme, deceduto l'8 luglio 1892;
- Francis Patrick Moran, arcivescovo di Sydney; creato cardinale presbitero di Santa Susanna; deceduto il 16 agosto 1911;
- Placido Maria Schiaffino, O.S.B.Oliv., vescovo titolare di Nissa, segretario della S.C. dei Regolari; creato cardinale presbitero dei Santi Giovanni e Paolo; deceduto il 23 settembre 1889;
- Carlo Cristofori, uditore generale della Camera Apostolica; creato cardinale diacono dei Santi Vito, Modesto e Crescenzia; deceduto il 30 gennaio 1891.

## 7 giugno 1886
- Victor-Félix Bernadou, arcivescovo di Sens; cardinale presbitero della Santissima Trinità al Monte Pincio (titolo ricevuto il 17 marzo 1887); morto il 15 novembre 1891;
- Elzéar-Alexandre Taschereau, arcivescovo di Québec; creato cardinale presbitero di Santa Maria della Vittoria (titolo ricevuto il 17 marzo 1887); deceduto il 12 aprile 1898;
- Benoît-Marie Langénieux, arcivescovo di Reims; creato cardinale presbitero di San Giovanni a Porta Latina (titolo ricevuto il 17 marzo 1887); deceduto il 1º gennaio 1905;
- James Gibbons, arcivescovo di Baltimora; creato cardinale presbitero di Santa Maria in Trastevere (titolo ricevuto il 17 marzo 1887); deceduto il 24 marzo 1921;
- Charles-Philippe Place, arcivescovo di Rennes; creato cardinale presbitero di Santa Maria Nuova (titolo ricevuto il 17 marzo 1887); deceduto il 5 marzo 1893:
- Augusto Theodoli, maestro di camera della Corte Pontificia; creato cardinale diacono di Santa Maria della Scala; deceduto il 26 giugno 1892;
- Camillo Mazzella, S.I., consultore della S.C. dell'Inquisizione; creato cardinale diacono di Sant'Adriano al Foro; deceduto il 26 marzo 1900.

## 14 marzo 1887
- Serafino Vannutelli, arcivescovo titolare di Nicea, nunzio apostolico in Austria; creato cardinale presbitero di Santa Sabina; deceduto il 19 agosto 1915;
- Gaetano Aloisi Masella, arcivescovo titolare di Neocesarea, nunzio apostolico emerito in Portogallo; creato cardinale presbitero di San Tommaso in Parione; deceduto il 22 novembre 1902;
- Luigi Giordani, arcivescovo di Ferrara; creato cardinale presbitero dei Santi Silvestro e Martino ai Monti; deceduto il 21 aprile 1893;
- Camillo Siciliano di Rende, arcivescovo di Benevento, nunzio apostolico in Francia; creato cardinale presbitero di San Sisto; deceduto il 16 maggio 1897;
- Mariano Rampolla del Tindaro, arcivescovo titolare di Eraclea di Europa, nunzio apostolico in Spagna; creato cardinale presbitero di Santa Cecilia; deceduto il 16 dicembre 1913.

## 23 maggio 1887
- Luigi Pallotti, uditore generale della Camera Apostolica; creato cardinale diacono di Santa Maria ad Martyres; deceduto il 31 luglio 1890;
- Agostino Bausa, O.P., Maestro del sacro palazzo apostolico; creato cardinale diacono di Santa Maria in Domnica e deceduto il 15 aprile 1899.

## 11 febbraio 1889
- b. Giuseppe Benedetto Dusmet, O.S.B.Cas., arcivescovo di Catania; creato cardinale presbitero di Santa Pudenziana; deceduto il 4 aprile 1894, beatificato il 25 settembre 1988;
- Giuseppe D'Annibale, vescovo titolare di Caristo, segretario della S.C. dell'Inquisizione; creato cardinale presbitero dei Santi Bonifacio e Alessio; deceduto il 17 luglio 1892;
- Luigi Macchi, maestro di camera della Corte Pontificia; creato cardinale diacono di Santa Maria in Aquiro; deceduto il 29 marzo 1907.

## 24 maggio 1889
- François-Marie-Benjamin Richard de la Vergne, arcivescovo di Parigi; cardinale presbitero di Santa Maria in Via (titolo ricevuto il 30 dicembre 1889); deceduto il 28 gennaio 1908;
- Joseph-Alfred Foulon, arcivescovo di Lione; creato cardinale presbitero di Sant'Eusebio (titolo ricevuto il 30 dicembre 1889) deceduto il 23 gennaio 1893;
- Aimé-Victor-François Guilbert, arcivescovo di Bordeaux; deceduto il 16 agosto 1889, prima di potersi recare a Roma per ricevere il titolo;
- Pierre-Lambert Goossens, arcivescovo di Malines; creato cardinale presbitero di Santa Croce in Gerusalemme; deceduto il 25 gennaio 1906;
- Franziskus von Paula Schönborn, arcivescovo di Praga; creato cardinale presbitero dei Santi Giovanni e Paolo (titolo ricevuto il 30 dicembre 1889); deceduto il 25 giugno 1899;
- Achille Apolloni, vice-camerlengo di Santa Romana Chiesa; creato cardinale diacono di San Cesareo in Palatio; deceduto il 3 aprile 1893;
- Gaetano de Ruggiero, segretario della S.C. della Fabbrica di San Pietro; creato cardinale diacono di Santa Maria in Cosmedin; deceduto il 9 ottobre 1896.

## 30 dicembre 1889
Un cardinale riservato in pectore:
- Vincenzo Vannutelli, arcivescovo titolare di Sardi, nunzio apostolico in Portogallo; creato cardinale presbitero di San Silvestro in Capite (pubblicato il 23 giugno 1890; titolo ricevuto il 4 giugno 1891); deceduto il 9 luglio 1930.

## 23 giugno 1890
- Sebastiano Galeati, arcivescovo di Ravenna; creato cardinale presbitero di San Lorenzo in Panisperna; deceduto il 25 gennaio 1901;
- Gaspard Mermillod, vescovo di Losanna e Ginevra; creato cardinale presbitero dei Santi Nereo e Achilleo; deceduto il 23 febbraio 1892;
- Albin Dunajewski, vescovo di Cracovia; creato cardinale presbitero dei Santi Vitale, Valeria, Gervasio e Protasio (titolo ricevuto il 4 giugno 1891); deceduto il 18 giugno 1894.

## 1º giugno 1891
- Luigi Rotelli, arcivescovo titolare di Farsalo, nunzio apostolico in Francia; creato cardinale presbitero; deceduto il 15 settembre 1891, prima di poter ricevere il titolo;
- Anton Josef Gruscha, arcivescovo di Vienna; creato cardinale presbitero di Santa Maria degli Angeli (titolo ricevuto il 17 dicembre 1891); deceduto il 5 agosto 1911.

## 14 dicembre 1891
- Fulco Luigi Ruffo-Scilla, arcivescovo titolare di Petra, maestro di camera della Corte Pontificia; creato cardinale presbitero di Santa Maria in Traspontina; deceduto il 29 maggio 1895;
- Luigi Sepiacci, O.E.S.A., vescovo titolare di Callinico, segretario della S.C. dei Vescovi e dei Regolari; creato cardinale presbitero di Santa Prisca; deceduto il 26 aprile 1893.

## 16 gennaio 1893
- Giuseppe Guarino, arcivescovo di Messina e archimandrita del Santissimo Salvatore; creato cardinale presbitero di San Tommaso in Parione; deceduto il 22 settembre 1897;
- Mario Mocenni, arcivescovo titolare di Eliopoli in Fenicia, sostituto alla Segreteria di Stato; creato cardinale presbitero di San Bartolomeo all'Isola; deceduto il 14 novembre 1904;
- Amilcare Malagola, arcivescovo di Fermo; creato cardinale presbitero di Santa Balbina e deceduto il 22 giugno 1895;
- Angelo Di Pietro, arcivescovo titolare di Nazianzo, nunzio apostolico in Spagna; cardinale presbitero dei Santi Bonifacio e Alessio (titolo ricevuto il 15 giugno); deceduto il 5 dicembre 1914;
- Benito Sanz y Forés, arcivescovo di Siviglia; creato cardinale presbitero di Sant'Eusebio (titolo ricevuto il 15 giugno 1893); deceduto il 1º novembre 1895;
- Guillaume-René Meignan, arcivescovo di Tours; creato cardinale presbitero della Santissima Trinità al Monte Pincio (titolo ricevuto il 15 giugno); deceduto il 20 gennaio 1896;
- Léon-Benoit-Charles Thomas, arcivescovo di Rouen; creato cardinale presbitero di Santa Maria Nuova (titolo ricevuto il 15 giugno 1893); deceduto il 9 marzo 1894;
- Philipp Krementz, arcivescovo di Colonia; creato cardinale presbitero di San Crisogono; deceduto il 6 maggio 1899;
- Ignazio Persico, O.F.M.Cap., arcivescovo titolare di Damiata, segretario della S.C. de Propaganda Fide; creato cardinale presbitero di San Pietro in Vincoli; deceduto il 7 dicembre 1895;
- Luigi Galimberti, arcivescovo titolare di Nicea, nunzio apostolico in Austria-Ungheria; cardinale presbitero dei Santi Nereo e Achilleo (titolo ricevuto il 15 giugno);deceduto il 7 maggio 1896;
- Michael Logue, arcivescovo di Armagh; creato cardinale presbitero di Santa Maria della Pace; deceduto il 19 novembre 1924;
- Kolos Ferenc Vaszary, O.S.B., arcivescovo di Strigonio; cardinale presbitero dei Santi Silvestro e Martino ai Monti (titolo ricevuto il 15 giugno); deceduto il 3 settembre 1915;
- Herbert Alfred Vaughan, arcivescovo di Westminster; creato cardinale presbitero dei Santi Andrea e Gregorio al Monte Celio; deceduto il 19 giugno 1903;
- Georg von Kopp, vescovo di Breslavia; creato cardinale presbitero di Sant'Agnese fuori le mura; deceduto il 4 marzo 1914;

Due cardinali riservati in pectore:
- Adolphe-Louis-Albert Perraud, C.O., vescovo di Autun; creato cardinale presbitero di San Pietro in Vincoli; (pubblicato il 29 novembre 1895; titolo ricevuto il 25 giugno 1896); deceduto il 10 febbraio 1906;
- Andreas Steinhuber, S.I., consultore del Sant'Uffizio; creato cardinale diacono di Sant'Agata alla Suburra; (pubblicato il 18 maggio 1894) e deceduto il 15 ottobre 1907.

## 12 giugno 1893
- Victor-Lucien-Sulpice Lécot, arcivescovo di Bordeaux; creato cardinale presbitero di Santa Pudenziana (titolo ricevuto il 21 maggio 1894); deceduto il 19 dicembre 1908;
- Giuseppe Maria Graniello, B., arcivescovo titolare di Cesarea di Cappadocia, segretario della S.C. dei Vescovi e dei Regolari; creato cardinale presbitero dei Santi Quirico e Giulitta e deceduto l'8 gennaio 1896;
- Joseph-Chrétien-Ernest Bourret, vescovo di Rodez; creato cardinale presbitero di Santa Maria Nuova (titolo ricevuto il 21 maggio 1894); deceduto il 10 luglio 1896;
- Lőrinc Schlauch, vescovo di Gran Varadino dei Latini; creato cardinale presbitero di San Girolamo dei Croati (titolo ricevuto il 21 maggio 1894); deceduto il 10 luglio 1902;
- Giuseppe Sarto, patriarca di Venezia; cardinale presbitero di San Bernardo alle Terme; poi eletto papa con il nome di Pio X il 4 agosto 1903; deceduto il 20 agosto 1914; beatificato il 3 giugno 1951; canonizzato il 29 maggio 1954.

## 18 maggio 1894
- Egidio Mauri, O.P., arcivescovo di Ferrara; creato cardinale presbitero di San Bartolomeo all'Isola; deceduto il 13 marzo 1896;
- b. Ciriaco María Sancha y Hervás, arcivescovo di Valencia; creato cardinale presbitero di San Pietro in Montorio (titolo ricevuto il 2 dicembre 1895); deceduto il 25 febbraio 1909; beatificato nel 2009;
- Domenico Svampa, arcivescovo di Bologna; creato cardinale presbitero di Sant'Onofrio; deceduto il 10 agosto 1907;
- b. Andrea Carlo Ferrari, vescovo di Como; creato cardinale presbitero di Sant'Anastasia; deceduto il 2 febbraio 1921; beatificato nel 1987;
- Francesco Segna, già segretario della Congregazione per gli affari ecclesiastici straordinari; creato cardinale diacono di Santa Maria in Portico Campitelli; deceduto il 4 gennaio 1911.

## 29 novembre 1895
- Sylwester Sembratowicz, arcieparca di Leopoli degli Ucraini; creato cardinale presbitero di Santo Stefano al Monte Celio (titolo ricevuto il 25 giugno 1896); deceduto il 4 agosto 1898
- Francesco Satolli, arcivescovo titolare di Lepanto, delegato apostolico negli Stati Uniti d'America; creato cardinale presbitero di Santa Maria in Ara Coeli (titolo ricevuto il 3 dicembre 1896); deceduto l'8 gennaio 1910;
- Johann Evangelist Haller, arcivescovo di Salisburgo; creato cardinale presbitero di San Bartolomeo all'Isola (titolo ricevuto il 25 giugno 1896); deceduto il 5 maggio 1900;
- Antonio María Cascajares y Azara, arcivescovo di Valladolid; creato cardinale presbitero di Sant'Eusebio (titolo ricevuto il 25 giugno 1896); deceduto il 27 luglio 1901;
- Girolamo Maria Gotti, O.C.D., arcivescovo titolare di Petra, internunzio apostolico in Brasile; creato cardinale presbitero (pro illa vice) di Santa Maria della Scala; deceduto il 19 marzo 1916;
- Jean-Pierre Boyer, arcivescovo di Bourges; creato cardinale presbitero della Santissima Trinità al Monte Pincio (titolo ricevuto il 25 giugno 1896); deceduto il 16 dicembre 1896;
- Achille Manara, arcivescovo di Ancona e Numana; creato cardinale presbitero di San Pancrazio fuori le mura; deceduto il 15 febbraio 1906;
- Salvador Casañas y Pagés, vescovo di Urgell; creato cardinale presbitero dei santi Quirico e Giulitta (titolo ricevuto il 25 giugno 1896); deceduto il 27 ottobre 1908.

## 22 giugno 1896
- Domenico Maria Jacobini, arcivescovo titolare di Tiro, nunzio apostolico in Portogallo; creato cardinale presbitero dei Santi Marcellino e Pietro; deceduto il 1º febbraio 1900;
- Antonio Agliardi, arcivescovo titolare di Cesarea di Palestina, nunzio apostolico in Austria-Ungheria; creato cardinale presbitero dei Santi Nereo e Achilleo; deceduto il 19 marzo 1915;
- Domenico Ferrata, arcivescovo titolare di Tessalonica, nunzio apostolico in Francia; creato cardinale presbitero di Santa Prisca; deceduto il 10 ottobre 1914;
- Serafino Cretoni, arcivescovo titolare di Damasco, nunzio apostolico in Spagna; creato cardinale presbitero di Santa Maria sopra Minerva; deceduto il 3 febbraio 1909.

## 30 novembre 1896
- Raffaele Pierotti, O.P., Maestro del sacro palazzo apostolico; creato cardinale diacono dei Santi Cosma e Damiano; deceduto il 7 settembre 1905;
- Giuseppe Antonio Ermenegildo Prisco, presbitero, teologo e filosofo; creato cardinale diacono di San Cesareo in Palatio; deceduto il 4 febbraio 1923.

## 19 aprile 1897
- José María Martín de Herrera y de la Iglesia, arcivescovo di Santiago di Compostela; creato cardinale presbitero di Santa Maria in Traspontina (titolo ricevuto il 24 marzo 1898); deceduto l'8 dicembre 1922;
- Pierre-Hector Coullié, arcivescovo di Lione; creato cardinale presbitero della Santissima Trinità al Monte Pincio (titolo ricevuto il 24 marzo 1898); deceduto il 12 settembre 1912;
- Guillaume-Marie-Joseph Labouré, arcivescovo di Rennes; creato cardinale presbitero di Santa Maria Nuova (titolo ricevuto il 24 marzo 1898); deceduto il 21 aprile 1906;
- Guillaume-Marie-Romain Sourrieu, arcivescovo di Rouen; creato cardinale presbitero di San Clemente (titolo ricevuto il 24 marzo 1898); deceduto il 16 giugno 1899.

## 18 giugno 1899
- Giovanni Battista Casali del Drago, patriarca titolare di Costantinopoli dei Latini; creato cardinale presbitero di Santa Maria della Vittoria e deceduto il 17 marzo 1908;
- Francesco di Paola Cassetta, patriarca titolare di Antiochia dei Latini; creato cardinale presbitero di San Crisogono; deceduto il 23 marzo 1919;
- Gennaro Portanova, arcivescovo di Reggio Calabria; creato cardinale presbitero di San Clemente; deceduto il 25 aprile 1908;
- Giuseppe Francica-Nava di Bondifè, arcivescovo di Catania; creato Cardinale presbitero dei Santi Giovanni e Paolo; deceduto il 7 dicembre 1928;
- Agostino (Pasquale Raffaele) Ciasca, O.E.S.A, Arcivescovo titolare di Larissa, segretario della S.C. de Propaganda Fide; cardinale presbitero di San Callisto; deceduto il 6 febbraio 1902;
- François-Désiré Mathieu, arcivescovo di Tolosa; creato cardinale presbitero di Santa Sabina; deceduto il 26 ottobre 1908;
- Pietro Respighi, arcivescovo di Ferrara; creato cardinale presbitero dei Santi Quattro Coronati; deceduto il 22 marzo 1913;
- Agostino Richelmy, arcivescovo di Torino; creato cardinale presbitero di Sant'Eusebio; deceduto il 10 agosto 1923;
- Jakob Missia, arcivescovo di Gorizia e Gradisca; creato cardinale presbitero di Santo Stefano al Monte Celio (titolo ricevuto il 14 dicembre 1899); deceduto il 23 marzo 1902;
- Luigi Trombetta, segretario della S.C. dei Vescovi e dei Regolari; creato cardinale diacono di Sant'Eustachio, deceduto il 17 gennaio 1900;
- José de Calasanz Félix Santiago Vives y Tutó, O.F.M.Cap., consultore del Sant'Uffizio; creato cardinale diacono di Sant'Adriano al Foro; deceduto il 7 settembre 1913.

Due cardinali riservati in pectore:
- Alessandro Sanminiatelli Zabarella, arcivescovo titolare di Tiana, uditore generale della Camera Apostolica; cardinale presbitero dei Santi Marcellino e Pietro (pubblicato il 15 aprile 1901); deceduto il 24 novembre 1910;
- Francesco Salesio Della Volpe, maestro di camera della Corte Pontificia; creato cardinale diacono di Santa Maria in Aquiro (pubblicato il 15 aprile 1901); deceduto il 5 novembre 1916.

## 15 aprile 1901
- Donato Maria Dell'Olio, arcivescovo di Benevento; creato cardinale presbitero di Santa Balbina; deceduto il 18 gennaio 1902;
- Sebastiano Martinelli, O.E.S.A., arcivescovo titolare di Efeso, delegato apostolico negli Stati Uniti d'America; creato cardinale presbitero di Sant'Agostino (titolo ricevuto il 9 giugno 1902); deceduto il 4 luglio 1918;
- Casimiro Gennari, arcivescovo titolare di Lepanto, assessore della S.C. dell'Inquisizione; creato cardinale presbitero di San Marcello; deceduto il 31 gennaio 1914;
- Lev Skrbenský z Hříště, arcivescovo di Praga; creato cardinale presbitero di Santo Stefano al Monte Celio (titolo ricevuto il 9 giugno 1902); deceduto il 24 dicembre 1938;
- Giulio Boschi, arcivescovo di Ferrara; creato cardinale presbitero di San Lorenzo in Panisperna; deceduto il 15 maggio 1920;
- Agostino Gaetano Riboldi, arcivescovo di Ravenna; creato cardinale presbitero dei Santi Nereo e Achilleo; deceduto il 25 aprile 1902;
- Jan Maurycy Paweł Puzyna de Kosielsko, vescovo di Cracovia;  creato cardinale presbitero dei Santi Vitale, Valeria, Gervasio e Protasio (titolo ricevuto il 9 giugno 1902);  deceduto l'8 settembre 1911;
- Bartolomeo Bacilieri, vescovo di Verona; creato cardinale presbitero di San Bartolomeo all'Isola; deceduto il 14 febbraio 1923;
- Luigi Tripepi, segretario della S.C. dei Riti; creato cardinale diacono di Santa Maria in Domnica; deceduto il 29 dicembre 1906;
- Felice Cavagnis, segretario della S.C. per gli Affari ecclesiastici straordinari; creato cardinale diacono di Santa Maria ad Martyres; deceduto il 29 dicembre 1906.

## 22 giugno 1903
- Carlo Nocella, patriarca titolare di Costantinopoli dei Latini; creato cardinale presbitero di San Callisto; deceduto il 22 luglio 1908;
- Beniamino Cavicchioni, arcivescovo titolare di Nazianzo, segretario della S.C. del Concilio; creato cardinale presbitero di Santa Maria in Ara Coeli; deceduto il 17 aprile 1911;
- Andrea Aiuti, arcivescovo titolare di Damiata, nunzio apostolico in Portogallo; creato cardinale presbitero di San Girolamo dei Croati (titolo ricevuto il 12 novembre); deceduto il 28 aprile 1905;
- Emidio Taliani, arcivescovo titolare di Sebastea, nunzio apostolico in Austria-Ungheria; cardinale presbitero di San Bernardo alle Terme (titolo ricevuto il 12 novembre); morto il 24 agosto 1907
- Sebastián Herrero Espinosa de los Monteros, C.O., arcivescovo di Valencia; creato cardinale presbitero dei Santi Bonifacio e Alessio (titolo ricevuto il 27 agosto); deceduto il 9 dicembre 1903;
- Johannes Baptist Katschthaler, arcivescovo di Salisburgo; creato cardinale presbitero di San Tommaso in Parione; deceduto il 27 febbraio 1914;
- Anton Hubert Fischer, arcivescovo di Colonia; creato cardinale presbitero dei santi Nereo e Achilleo; deceduto il 30 luglio 1912.

## Nazioni con i primi cardinali autoctoni
Nei concistori presieduti da papa Leone XIII, sono 2 le nazioni che hanno avuto il loro primo cardinale autoctono nella storia della Chiesa cattolica.

### Suddivisione per concistoro
| Concistoro    | Nazioni   | Totale |
| ------------- | --------- | ------ |
| Dicembre 1880 | - Armenia | 1      |
| Giugno 1886   | - Canada  | 1      |
| TOTALE        | TOTALE    | 2      |

### Suddivisione per continente
| Continente | Nazioni   | Totale |
| ---------- | --------- | ------ |
| America    | - Canada  | 1      |
| Asia       | - Armenia | 1      |
| TOTALE     | TOTALE    | 2      |

## Fonti
(EN)  Catholic-Hierarchy: Its Bishops and Dioceses, Current and Past